# Statue de David (Marseille)
Pour les articles homonymes, voir David.
La statue de David à Marseille est une copie du célèbre David de Michel-Ange en marbre de Carrare.
Elle fut offerte par le marbrier-sculpteur Jules Cantini en 1903, puis fut placée en 1949 près des plages du Prado, à l'intersection de l'avenue du Prado, de la promenade Georges Pompidou et de l'avenue Pierre Mendès France, dans le 8e arrondissement.
La statue mesure plus de 5 mètres et pèse 12 tonnes.